# スー・ヴァーチュー
スー・ヴァーチュー（Sue Vertue, 1960年9月21日 - ）は英国のテレビプロデューサーである。本名はスーザン・ニコラ・ヴァーチュー（英: Susan "Sue" Nicola Vertue）で、サリー出身。主にコメディ番組を担当しており、『Mr.ビーン』や『カップリング』などの制作に携わった。母ベリル・ヴァーチューもプロデューサーである。

## 活動歴
ヴァーチューはピーター・ベネット＝ジョーンズの経営する制作会社、タイガー・アスペクト・プロダクションズに勤めていた。ジョーンズはこの会社で、『Mr.ビーン』、『ザ・ヴィカー・オブ・ディブリー』、『ギミ・ギミ・ギミ』などを制作している。
ヴァーチューは、1996年のエディンバラ国際テレビ祭で、脚本家のスティーヴン・モファットと出会った。交際し始めてから、2人はそれぞれ勤めていた会社を離れ、彼女の母ベリル・ヴァーチューの経営する会社ハーツウッド・フィルムズに参加している。ヴァーチューが「ハーツウッドのためにシットコムを書いてくれないか」と頼み、モファットが2人の関係の進展を描いたのが、2000年からBBC Twoで放送された『カップリング』である。この番組の主要人物2人はスティーヴとスーザンであり、それぞれジャック・ダヴェンポートとサラ・アレクサンダーが演じた。
1999年には、『ドクター・フー』のスペシャル、"Doctor Who: The Curse of Fatal Death" (en) を制作した。この作品はモファット脚本で、コミック・リリーフによるチャリティ番組『レッド・ノーズ・デイ』(英: "Red Nose Day")のために作られたものである。
彼女の制作した作品には、他にも『キャリー・アンド・バリー』、『スーパーノヴァ』、"Fear, Stress & Anger" (en) 、『ザ・カップ』、『SHERLOCK』、『ドラキュラ伯爵』などがある。